# Korjova, Babanka
Korjova (în ucraineană Коржова) este o comună în raionul Babanka, regiunea Cerkasî, Ucraina, formată numai din satul de reședință.

## Demografie
Componența lingvistică a comunei Korjova
     Ucraineană (98,76%)
     Rusă (1,06%)
     Alte limbi (0,18%)
Conform recensământului din 2001, majoritatea populației comunei Korjova era vorbitoare de ucraineană (98,76%), existând în minoritate și vorbitori de rusă (1,06%).